# Feride Çetin
Feride Çetin (Istambul, , 5 de novembro de 1980) é uma atriz, diretora e jornalista turca. 

## Biografia
Feride vem de uma família de imigrantes búlgaros. Formou-se no Departamento de Rádio, TV e Cinema da Faculdade de Comunicação da Universidade de Istambul em 2001 e depois concluiu seu mestrado em Cinema-TV na Universidade de Marmara . Continua sua educação, agora fazendo pós-graduação na Universidade de Mármara como aluna de doutorado. Fez também uma oficina de teatro experimental, com uma ano de duração, ao lado de nomes como Ayla Algan e Erol Keskin. Çetin tem experiência com tradução, edição e jornalismo e publica alguns artigos para o jornal Radikal Kitap. É fluente em turco, inglês, alemão e castelhano.

## Carreira
Começou sua carreira em 2005 com o filme İki Genç Kız dirigido por Kutluğ Ataman, onde interpretou Behiye. Desde então atuou em mais de 15 filmes, entre eles Gomeda de 2007, o filme de terror Ulak de 2008 dirigido e escrito por Çağan Irmak, Yalancısın Sen de 2009, em 2012 atuou em Güzel Günler Göreceğiz, ao lado dos atores Buğra Gülsoy, Uğur Polat e Nesrin Cavadzade no mesmo ano fez Aziz Ayşe, Lal e Taş Mektep ambos de 2013, em 2017 atou em Put Şeylere e Kim Mihri, em 2008 em Gerçek Kesit: Manyak e Bebek Geliyorum Demez, em 2019 fez uma participação no filme Sesinde Ask Var interpretando a mãe de Ruzgar, o personagem principal. Além desses filmes, Çetin atuou em vários curta-metragens, como Sendika Geleceğindir-Petrol İş, Bildiğim Birkaç, Kaybolan Renkler e 4 Tanık.
Em 2006 com a personagem Idil Öztürk na minissérie Rüya Gibi, deu início a sua carreira na televisão, em 2007-2008 interpretou a personagem Güzide Yıldız na série Hatırla Sevgilim, em 2009 fez Yalancısın Sen, interpretou também os papéis de Gülümser Cikrikcioglu em Son Aga, Çiçek Moran Baldar em Aşk ve Ceza, Gülizar em Anneler ile kızları, Sevda em Eve Dönüş e atualmente interpreta Zehra Şadoğlu em Hercai.
No teatro interpretou Heather na peça teatral Yalan İçinde Yalan em 2011.

## Filmografia

### Cinema
| Ano  | Título                         | Personagem    | Notas          |
| ---- | ------------------------------ | ------------- | -------------- |
|      | 4 Tanık                        |               | curta-metragem |
|      | Kaybolan Renkler               |               | curta-metragem |
|      | Alman Çikolatası               |               | curta-metragem |
|      | Kayıp                          |               | curta-metragem |
|      | Mesafe                         |               | curta-metragem |
|      | Kule                           |               | curta-metragem |
|      | Deli Orman                     |               | curta-metragem |
| 2005 | İki Genç Kız                   | Behiye        |                |
| 2007 | Gomeda                         | Ebru          |                |
| 2007 | İstiklal: Şahin Bey            |               | Telefilme      |
| 2008 | Ulak                           | Havva         |                |
| 2009 | Yalancısın Sen                 | Nazan         |                |
| 2011 | Bildiğim Birkaç Nota           |               | curta-metragem |
| 2011 | Sendika Geleceğindir-Petrol İş |               | curta-metragem |
| 2012 | Güzel Günler Göreceğiz         | Figen         |                |
| 2012 | Aziz Ayşe                      | Elif          |                |
| 2013 | Lal                            | Çoban kiz     |                |
| 2013 | Taş Mektep                     | Gülnar        |                |
| 2017 | Put Şeylere                    |               |                |
| 2017 | Kim Mihri                      |               | Documentário   |
| 2018 | Güven                          | Esra          |                |
| 2018 | Gerçek Kesit: Manyak           |               |                |
| 2018 | Bebek Geliyorum Demez          | Selcen        |                |
| 2019 | Sesinde Ask Var                | Mãe do Ruzgar |                |

### Televisão
| Ano       | Título              | Personagem            | Notas                 |
| --------- | ------------------- | --------------------- | --------------------- |
| 2006      | Rüya Gibi           | Idil Öztürk           | Minissérie            |
| 2007-2008 | Hatırla Sevgili     | Güzide Yıldız         |                       |
| 2008      | Son Aga             | Gülümser Cikrikcioglu |                       |
| 2009      | Yalancısın Sen      |                       |                       |
| 2010-2011 | Aşk ve Ceza         | Çiçek Moran Baldar    |                       |
| 2011      | Anneler ile kızları | Gülizar               |                       |
| 2011      | Medya Krali         | Ela mesma             | Participação Especial |
| 2015      | Eve Dönüş           | Sevda                 |                       |
| 2019-     | Hercai              | Zehra Şadoğlu         |                       |

### Teatro
| Ano  | Título             | Personagem | Notas |
| ---- | ------------------ | ---------- | ----- |
| 2011 | Yalan İçinde Yalan | Heather    |       |

## Prêmios e Indicações
| Ano  | Prêmio                            | Categoria             | Trabalho     | Resultado |
| ---- | --------------------------------- | --------------------- | ------------ | --------- |
| 2006 | 13. Adana Altın Koza Film Şenliği | Melhor Atriz          | İki Genç Kız | Venceu    |
| 2006 | 17. Ankara Film Festivali         | Nova Atriz Promissora | İki Genç Kız | Venceu    |
| 2006 | 11. Sadri Alışık Sinema Ödülleri  |                       | İki Genç Kız | Venceu    |